# Mitridates IV de Pàrtia
Mitridates IV fou rei de Pàrtia del 115 al 116 i del 129 al 140.
Era germà del rei Osroes I.
El 115, durant la invasió de Trajà, es va proclamar rei per lluitar contra els romans a Mesopotàmia, i va associar al seu fill Sanatrokes II, però foren derrotats el 116 i Trajà va poder imposar com a rei al fidel proromà Partamaspades.
A la mort d'Osroes I, que probablement no tenia fills, Mitridates, el seu germà, el va succeir, tot i que els nobles preferien a Vologès III que dominava les regions orientals. Mitridates va dominar només la part occidental de l'Imperi. Els romans es van inclinar pel seu rival Vologès III al que van considerar amic de Roma.
Va morir el 140 durant un atac a la província romana de Commagena. El seu fill Sanatrokes II el va precedir en la mort també en lluita contra els romans. Llavors la noblesa va reconèixer rei a Volagès III de la Pàrtia Oriental.
| Precedit per: Osroes I | Imperi Part | Succeït per: Volagès III |